# Granja vertical
La granja vertical o agricultura vertical es el cultivo de plantas dentro de edificios de varios pisos o rascacielos, llamados a menudo farmscrapers, derivado del término inglés skyscraper (o sea rascacielos). En estos edificios, que funcionan como invernaderos de gran dimensión, se usan tecnologías como la hidroponía o aeroponía para cultivar las plantas. Algunos diseños incluyen la práctica de ganadería (sobre todo acuicultura en los pisos inferiores, convirtiéndose así en sistemas de acuaponía).
El concepto fue desarrollado en 1999 por el biólogo Dickson Despommier de la Columbia University de Nueva York, aunque existen antecedentes como una visión del físico Cesare Marchetti que en 1979 ideó un concepto similar en el artículo 1012, publicado como respuesta al informe Los límites del crecimiento. La atención mediática se hizo esperar hasta el año 2007, cuando Lisa Chamberlain publicó un artículo sobre el tema en el New York Magazine y como consecuencia, varios medios estadounidenses y europeos cubrieron el tema. Actualmente varias ciudades estudian la construcción de un farmscraper en Estados Unidos, Canadá, Corea del Sur, China y los Emiratos Árabes.

## Ventajas
Una introducción a gran escala de esta tecnología permitiría multiplicar la superficie cultivable prácticamente sin gasto de superficie, lo que permitiría dar otros usos a los cultivos en suelo. 
Además, los defensores del concepto argumentan que se reducirían de manera considerable los costos de transporte y logística por el hecho de que las granjas verticales estarían emplazadas en la cercanía directa de los consumidores, reduciendo así el número de intermediarios, lo que a su vez abarataría el producto.
Al tratarse de entornos controlados y con sustrato inerte, los pesticidas, herbicidas, correctores de acidez del suelo y otros químicos por el estilo dejarían de ser necesarios, lo que haría el producto más ecológico y económico.
Según Despommier, una granja vertical de 30 pisos podría alimentar a más de 10 000 personas.

## Viabilidad
No hay consenso entre los científicos si el concepto es viable o no: actualmente sólo parecen viables los proyectos correctamente escalados (es decir, de un tamaño suficiente como para reducir el coste individual de producción hasta que quede por debajo del precio de venta normal local).
Sus defensores argumentan que las tecnologías que se necesitan ya se encuentran disponibles. Se usaría la hidroponía para los cultivos, energía solar y eólica para la calefacción de los ambientes y la luz para los niveles inferiores y otras técnicas conocidas en la agricultura de invernadero.
Los críticos argumentan que el consumo de energía de los niveles inferiores sería tan alto que el concepto sería demasiado costoso para ser económicamente viable.

## Variantes

### Conceptos
Entre 2007 y 2009 en los Emiratos Árabes Unidos una empresa italiana desarrolló una variante del concepto que funciona con agua marina y por lo tanto no gasta agua potable. El concepto, llamado Seawater Vertical Farm, combina las tecnologías del invernadero de agua marina con el concepto desarrollado por Despommier.

### Variantes realizadas
En el año 2009 fueron introducidos al mercado los primeros sistemas comerciales de hidroponía vertical. En estos sistemas los cultivos crecen en varios niveles verticalmente superpuestos, pero no necesariamente en "pisos" como en edificios. La problemática del gasto de energía por la necesidad de usar luz artificial es resuelta en los primeros sistemas con cultivos rotantes, de la manera que cada planta es expuesta a la luz solamente durante el tiempo necesario para crecer de manera adecuada. La primera granja vertical en Europa que usa este sistema fue inaugurada en septiembre de 2009 en el jardín zoológico de Paignton, Reino Unido, para producir alimentos para los animales del parque.